# Desertastormvogel
De desertastormvogel (Pterodroma deserta) is een vogel uit de familie van de stormvogels en pijlstormvogels (Procellariidae). De vogel werd in 1934 door Gregory Mathews als ondersoort P. mollis deserta beschreven. Het is een voor uitsterven kwetsbare, endemische zeevogelsoort die alleen op een eiland van de Ilhas Desertas broedt.

## Kenmerken
De vogel is 35 cm lang. Het is een middelgrote stormvogel met een donkere kopkap, donkergrijs van boven met een donker patroon van een hoofdletter "M" op de rug en vleugels. De ondervleugels zijn grijsbruin, buik en borst zijn bijna wit, met alleen een grijze band als een soort kraag over het bovenste deel van de borst. De vogel is praktisch identiek aan de Kaapverdische stormvogel en de madeira-stormvogel. De vogel maakt andere geluiden dan de Kaapverdische soort en heeft langere, bredere vleugels en een langere snavel dan de soort van Madeira.

## Verspreiding en leefgebied
De vogel broedt op het rotseiland Bugio van de Ilhas Desertas behorend tot Madeira. De vogels broeden in zelf gegraven holen, maar ook in rotsspleten op 80 tot 300 m boven zeeniveau. Buiten de broedtijd verblijven ze op volle zee op een groot deel van de Atlantische Oceaan.

## Status
Volgens onderzoek uit 2010 zijn er nog 160 tot 180 broedparen op het eiland. Er zijn op het eiland geiten, konijnen en muizen, maar die mijden het gebied waar de vogels broeden. Wel hebben de broedvogels last van predatie door de Pontische meeuw (Larus cachinnans) en verder treedt er erosie op in het broedgebied. Om deze reden staat deze soort als kwetsbaar op de Rode Lijst van de IUCN.